# Havoise di Normandia
Havoise in francese Havoise de Normandie  (980 circa – 21 febbraio 1034) fu, dall'anno 996 circa fino all 1008, Duchessa consorte di Bretagna, in quanto moglie di Goffredo I, conte di Rennes e duca di Bretagna, poi dal 1008 al 1012 fu reggente del ducato per conto del figlio, Alano III Rebrit.

## Origine
Havoise, secondo il monaco e cronista normanno, Guglielmo di Jumièges, nella sua Historiæ Normannorum Scriptores Antiqui era la figlia di Riccardo I Senza Paura Jarl (equiparabile al nostro conte) dei Normanni e conte di Rouen, e della moglie, Gunnora(950-5 gennaio 1031), di cui non si conoscono i nomi degli ascendenti, ma di nobile famiglia di origine vichinga (Gunnor ex nobilissima Danorum prosapia ortam); i genitori di Havoise sono confermati anche dal monaco e cronista inglese, Orderico Vitale. Però i religiosi e cronisti normanni Dudone di San Quintino e Roberto di Torigni sostengono che alla nascita Havoise fosse figlia naturale, in quanto l'unione di Riccardo I Senza Paura e di Gunnora era stata fatta secondo il more danico o uso vichingo, pagano, senza cerimonia religiosa e che il matrimonio religioso fu celebrato in un secondo tempo.
Riccardo I Senza Paura, secondo Guglielmo di Jumiège, era figlio naturale (in quanto l'unione era secondo il more danico o uso vichingo, pagano) di Guglielmo I Lungaspada Jarl (equiparabile al nostro conte) dei Vichinghi e conte di Rouen, e della sua sposa, la normanna Sprota, di nobilissima famiglia (nobilissima puella Danico more sibi iuncta).

## Biografia
Per contrastare l'invadenza del Conte d'Angiò, Folco III Nerra, in quegli anni, suo fratello, Riccardo II detto Il Buono, duca di Normandia, si alleò col conte di Rennes e duca di Bretagna, Goffredo I e, secondo Guglielmo di Jumièges, nella sua Historiæ Normannorum Scriptores Antiqui, nel 1000 circa, Riccardo II prese in moglie la sorella di Goffredo I, Giuditta e alcuni anni prima, nel 996 circa, Havoise aveva sposato Goffredo I, che secondo La chronique de Nantes, era figlio del conte di Rennes e duca di Bretagna, Conan I il Torto e della moglie, Ermengarda d'Angiò (come ci viene confermato dal monaco Rodolfo il Glabro, uno dei maggiori cronisti d'età medievale), figlia del terzo Conte di Angiò, Goffredo I Grisegonelle e di Adele di Vermandois (circa 950 - † 974), figlia di Roberto di Vermandois, conte di Meaux e di Troyes. La paternità di Conan I viene confermata anche dalla Ex Chronico Sancti Michaelis in periculo maris e dal Chartularium abbatiae Sancti Salvatoris Rotonensis.
Suo marito, Goffredo I morì nel 1008, mentre si recava in pellegrinaggio a Roma, sia secondo il Chronicon Kemperlegiense (dum pergeret Romam), che secondo il Chronico Sancti Michaelis in periculo maris (dum pergeret Romam causa orationis); mentre il documento n° CCXCVI del Chartularium abbatiae Sancti Salvatoris Rotonensis, datato 1026, ricorda che Goffredo (Gaufridus, Conani Curvi filius) fu ucciso in combattimento.
Gli succedette il figlio maggiore Alano III Rebrit, sotto la tutela della madre, Havoise, che tenne la reggenza sino a che il figlio raggiunse la maggior età.
In quello stesso 1008, dopo la morte del marito, Goffredo I, secondo il documento nº 1 del Recueil d´actes inédites des ducs et princes de Bretagne, Havoise assieme ai due figli, Alano III e Oddone I di Penthièvre, restaurarono l'abbazia di Saint-Méen.
Alcuni anni dopo, ancora, secondo un documento del Recueil d´actes inédites des ducs et princes de Bretagne, il n° II, Havoise assieme ai due figli, Alano III e Oddone I, fondò una abbazia a Redon.
Il Chronico Kemperlegiensi  riporta la data della morte di Havoise, contessa di Bretagna (Haduisa comitissa Britanniæ, vidua Gauffridi): il 21 febbraio (IX Kal Martij) del 1034.

## Figli
Havoise a Goffredo I diede tre figli:
- Alano III Rebrit[9] (997-1040), duca di Bretagna
- Oddone I di Penthièvre[1] ( † 1079), sposò Riccardo II di Normandia
- Adela ( † 1067[15]), badessa del monastero Saint-Georges di Rennes[15].

## Ascendenza
|                          |   |                 | Genitori                  |  |  | Nonni |  |  | Bisnonni |  |  | Trisnonni            |  |
|                          |   |                 |                           |  |  |       |  |  | Rollone  |  |  | Ragnvald Eysteinsson |  |
|                          |   |                 |                           |  |  |       |  |  | Rollone  |  |  | Ragnvald Eysteinsson |  |
|                          |   | Ragnhilde       |                           |  |  |       |  |  | Rollone  |  |  |                      |  |
| Guglielmo I di Normandia |   |                 |                           |  |  |       |  |  | Rollone  |  |  |                      |  |
|                          |   | Poppa di Bayeux | Berengario II di Neustria |  |  |       |  |  |          |  |  |                      |  |
|                          |   | Poppa di Bayeux | Berengario II di Neustria |  |  |       |  |  |          |  |  |                      |  |
|                          |   | Poppa di Bayeux | …                         |  |  |       |  |  |          |  |  |                      |  |
| Riccardo I di Normandia  |   | Poppa di Bayeux |                           |  |  |       |  |  |          |  |  |                      |  |
|                          |   | …               | …                         |  |  |       |  |  |          |  |  |                      |  |
|                          |   | …               | …                         |  |  |       |  |  |          |  |  |                      |  |
|                          |   | …               | …                         |  |  |       |  |  |          |  |  |                      |  |
| Sprota                   |   | …               |                           |  |  |       |  |  |          |  |  |                      |  |
|                          |   | …               | …                         |  |  |       |  |  |          |  |  |                      |  |
|                          |   | …               | …                         |  |  |       |  |  |          |  |  |                      |  |
|                          |   | …               | …                         |  |  |       |  |  |          |  |  |                      |  |
| Havoise di Normandia     |   | …               |                           |  |  |       |  |  |          |  |  |                      |  |
|                          | … | …               |                           |  |  |       |  |  |          |  |  |                      |  |
|                          | … | …               |                           |  |  |       |  |  |          |  |  |                      |  |
|                          | … | …               |                           |  |  |       |  |  |          |  |  |                      |  |
| …                        | … |                 |                           |  |  |       |  |  |          |  |  |                      |  |
|                          |   | …               | …                         |  |  |       |  |  |          |  |  |                      |  |
|                          |   | …               | …                         |  |  |       |  |  |          |  |  |                      |  |
|                          |   | …               | …                         |  |  |       |  |  |          |  |  |                      |  |
| Gunnora di Normandia     |   | …               |                           |  |  |       |  |  |          |  |  |                      |  |
|                          |   | …               | …                         |  |  |       |  |  |          |  |  |                      |  |
|                          |   | …               | …                         |  |  |       |  |  |          |  |  |                      |  |
|                          |   | …               | …                         |  |  |       |  |  |          |  |  |                      |  |
| …                        |   | …               |                           |  |  |       |  |  |          |  |  |                      |  |
|                          |   | …               | …                         |  |  |       |  |  |          |  |  |                      |  |
|                          |   | …               | …                         |  |  |       |  |  |          |  |  |                      |  |
|                          |   | …               | …                         |  |  |       |  |  |          |  |  |                      |  |
|                          |   | …               |                           |  |  |       |  |  |          |  |  |                      |  |

### Fonti primarie
- (LA)  Rerum Gallicarum et Francicarum Scriptores, tomus X.
- (LA)  Rerum Gallicarum et Francicarum Scriptores, tomus XII.
- (LA)  Rodulfi Glabri Cluniacensis, Historiarum Sui Temporis, Libri Quinque.
- (LA)  La chroniques de nantes.
- (LA)  Cartulaire de l'abbaye de Redon en Bretagne.
- (LA)  Recueil d´actes inédites des ducs et princes de Bretagne.
- (LA)  Ordericus Vitalis, Historia Ecclesiastica, vol. II.
- (LA)  Historiæ Normannorum Scriptores Antiqui.
- (LA)  Stephani Baluzii Miscellaneorum, Liber I.

### Letteratura storiografica
- Louis Halphen, "Francia: gli ultimi carolingi e l'ascesa di Ugo Capeto (888-987)", cap. XX, vol. II (L'espansione islamica e la nascita dell'Europa feudale) della Storia del Mondo Medievale, 1999, pp. 636–661.
- Louis Halphen, "La Francia dell'XI secolo", cap. XXIV, vol. II (L'espansione islamica e la nascita dell'Europa feudale) della Storia del Mondo Medievale, 1999, pp. 770–806.
- (FR)  Histoire de Bretagne, de l'année 754 a l'année 995 di Arthur Le Moyne de La Borderie.
- (FR)  Lobineau, G. A. (1707) Histoire de Bretagne (Paris), Tome I.
- (FR)  La chroniques de nantes.